# Liste der Monuments historiques in Nostang
Die Liste der Monuments historiques in Nostang führt die Monuments historiques in der französischen Gemeinde Nostang auf.

## Liste der Bauwerke
| Bezeichnung        | Beschreibung | Standort              | Kennzeichnung | Schutzstatus | Datum | Bild |
| ------------------ | ------------ | --------------------- | ------------- | ------------ | ----- | ---- |
| Kapelle Locmaria   |              | Rue de la Côte (Lage) | PA00091465    | Classé       | 2005  |      |
| Kapelle Notre-Dame |              | Légevin (Lage)        | PA00091466    | Inscrit      | 1925  |      |

## Liste der Objekte
- Monuments historiques (Objekte) in Nostang in der Base Palissy des französischen Kultusministeriums